# John Lubbock
Sir John Lubbock, Primer baró d'Avebury PC FRS (Londres 30 d'abril de 1834 - 28 de maig de 1913) va ser un banquer i polític anglès recordat sobretot com a divulgador de la prehistòria.
Fill de Sir John William Lubbock estudià al prestigiós Eton College. Va exercir de banquer com el seu pare i va ser elegit diputat al parlament britànic on va promoure moltes reformes. El 1900 va ser nomenat Primer baró d'Avebury.
Afeccionat a l'antropologia, arqueologia i entomologia publicà més de 25 llibres sobre aquests temes que van ser molt ben acollits pels especialistes i el públic culte de l'època i vulgaritzaren les idees de l'evolucionisme del seu amic i veí Charles Darwin a la mort del qual Lubbock encapçalà la comissió ciutadana perquè aquest fos enterrat, amb tots els honors i al costat de Newton, a l'Abadia de Westminster.
També subscrivia les idees de Lyell i Owen
En el seu llibre L'home prehistòric considera que les poblacions de l'antiguitat formen part del desenvolupament humà i inventà els mots de paleolític i Neolític per distingir el període de l'edat de pedra establerta per C J Thomsen.

## Obres
- Lubbock, Sir John, Prehistoric Times. Londres, Williams and Norgate, 1865.
- Lubbock, Sir John, The Origin of Civilisation and the primitive Condition of Man. New York, Appleton and Co., 1871.

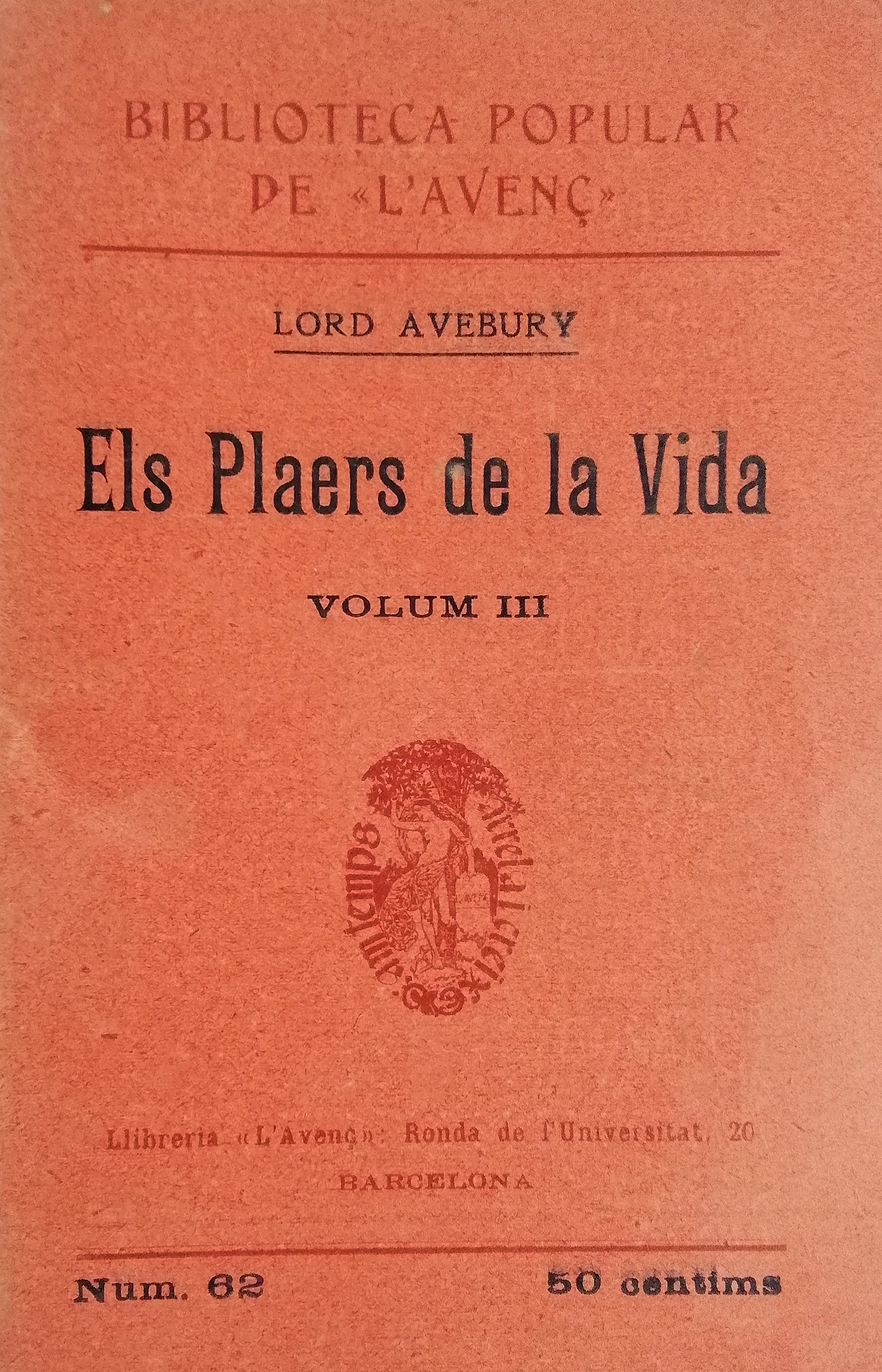
The Pleasures of Life, de John Lubbock (Lord Avebury), traducció catalana publicada a Barcelona l'any 1906 per Biblioteca Popular de L'Avenç

- The Pleasures of Life, de John Lubbock (Lord Avebury), traducció catalana publicada a Barcelona l'any 1906 per Biblioteca Popular de L'Avenç Lubbock, Sir John, Ants, Bees, and Wasps. London, Kegan Paul, Trench, Trubner and Co., 1902.